# JAR (casa de joyería)
JAR es una casa de alta joyería francesa fundada en 1978 por el joyero de origen estadounidense Joël Arthur Rosenthal.
El nombre de la compañía está formado por iniciales del nombre del fundador.
Se trata de una empresa que no tiene publicidad alguna y que no dispone de ninguna tienda abierta al público, la empresa posee una clientela exclusiva, compuesta por multimillonarios, mujeres del mundo del show business. Sus creaciones son limitadas y muy caras.
Su creador ha sido comparado a Rene Lalique, Fabergé, Louis Cartier, o todavía apodado « el Matisse de la joyería ». 

## El creador
Nacido en 1943 en el Bronx, Joël Arthur Rosenthal es los hijos únicos de un postier y de una maestra de biología. Hace estudios de historia del arte y de filosofía en la universidad Harvard de la cual se gradúa en 1966. Luego se mudó a París donde ejerce diferentes oficios como guionista y sastre, actividad para la cual abre una pequeña tienda. 
Es a esta época que encuentra su compañero y futuro socio Pierre Jeannet, un psiquiatra suizo.
Su carrera se orienta en otra dirección cuando se le pide un día dibujar una montura para una piedra. Después de un corto pasaje como vendedor en la tienda neoyorquina de Bvlgari, vuelve en París en 1977 y comienza a concebir piezas a partir de materiales asequibles para el como el coral y la piedra de Luna.
Un rápido éxito lo incursionó a fundar JAR al año siguiente, en 1978, abriendo un salón en el local 7 de la plazaVendôme, cerca del hotel Ritz. La empresa no presenta ningún escaparate ni firma sobre calle. La entrada se hace sobre apadrinamiento de un cliente ya conocido y para personas cuyo nombre — Rothschild, Guiness, Rockefeller u otro — excluye toda ambigüedad.

## Exposiciones
- The Jewels of JAR Paris, 2 de noviembre de 2002 - 26 janvier 2003, Somerset House, London
- JAR's tenth aniversary (exposition privée de 24 heures), 30 de noviembre de 1987, National Academy of Design, New York